# Michiel Aerbeydt
Michiel Alfons Aerbeydt, né le 30 mai 1880 à Roulers et y décédé le 11 avril 1939 fut un homme politique belge catholique. 
Aerbeydt fut employé. Il fut élu conseiller communal de Roulers (1921) et échevin (1928); sénateur de l'arrondissement de Roulers-Tielt (1931-32) en suppléance de Charles Gillès de Pélichy.

## Sources
- Bio sur ODIS